# Сэдлир, Ричард
Ричард Сэдлир (англ. Richard Sadlier, родился 14 января 1979 года в Дублине) — ирландский футболист, известный по выступлениям за команду «Миллуолл», журналист и телекомментатор RTÉ Sport.

## Игровая карьера
Воспитанник школ клубов «Лестер Селтик» и «Бельведер». Учился в колледже Святого Бенильдуса, отличник спорта. Выступал с 1996 по 2004 годы за «Миллуолл», с которым выиграл Второй дивизион Футбольной лиги 2000/2001. За 103 игры забил 34 гола. По оценке Марка Макги, считался одним из самых лучших форвардов, с которыми Макги когда-либо работал. Из-за последствий серьёзной травмы бедра пропустил финал Кубка Англии 2004 года и вынужден был в 2004 году завершить карьеру по состоянию здоровья.
В составе сборной Ирландии играл на чемпионате Европы U-18 1997 года, на котором сборная заняла 4-е место, и отличился в игре за 3-е место против сборной Испании. В 1999 году был в заявке на молодёжный чемпионат мира 1999 года. 13 февраля 2002 года сыграл единственную в своей карьере игру за сборную Ирландии против сборной России (победа 2:0 на «Лэнсдаун Роуд»). Рассматривался Миком Маккарти в числе кандидатов на поездку на чемпионат мира, но из-за травмы бедра в итоге так и не сыграл.

## Карьера журналиста
Сэдлер продолжил карьеру как спортивный журналист, начав в 2006 году сотрудничество с газетой «Sunday Independent» и агентством Newstalk, а также проработав некое время с телеканалом Setanta Sports. В 2007—2009 годах был исполнительным директором ФК «Сент-Патрикс Атлетик». С 2008 года Сэдлир стал комментировать матчи чемпионата Ирландии и обсуждать их в рамках программы Monday Night Soccer, также ему доверили освещение матчей чемпионата мира 2010 года на RTÉ Sport. Позже он был ведущим программы Premier Soccer Saturday, комментируя встречи АПЛ сезона 2010/2011. В 2012 году Сэдлир был одним из аналитиков в рамках обзоров RTÉ Sport матчей Евро-2012, а 11 июня появился в эфире Craig Doyle Live. В июне 2013 года он комментировал Кубок конфедераций вместе с Ронни Уиланом и Кенни Каннингемом. Из студии RTÉ Sport он комментировал матчи чемпионата мира 2014 года, чемпионат Европы 2016 года и чемпионат мира 2018 года.

## Личная жизнь
Сэдлир окончил университет Суррея, получив степень бакалавра по спортивным наукам, а также магистратуру Дублинской бизнес-школы по специальности «психотерапия». По собственным утверждениям, он долгое время страдал от депрессии, что усугубилось известиями о смерти футболиста Гэри Спида. В 2019 году он стал лауреатом премии Irish Book Awards за автобиографию «Recovering» (с англ. — «Восстановление») в номинации «Спортивная книга года».